# Samy Mmaee
Samy Mmaee A Nwambeben (arapski: سامى ماي; Elsene, 8. rujna 1996.) marokansko-belgijski je nogometaš koji igra na poziciji stopera. Trenutačno igra za Qarabağ.

## Klupska karijera

### Standard Liège
Za belgijski prvoligaški klub Standard Liège debitirao je 25. srpnja 2014. u ligaškoj utakmici protiv kluba Royal Charleroi kojeg je Standard Liège pobijedio 3:0.

### MVV Maastricht (posudba)
Tijekom sezone 2017./18. Mmaee je bio posuđen nizozemskom drugoligaškom klubu MVV Maastricht. Za novi klub debitirao je i asistirao 18. kolovoza 2017. protiv Go Ahead Eaglesa koji je poražen 4:3. Prvi klupski pogodak postigao je 8. rujna protiv De Graafschapa koji je izgubio susret 1:2. Jedanaest dana kasnije Mmaee je postigao dva pogodaka u kupu protiv AZ Alkmaara od kojeg je MVV Maastricht ispao rezultatom 2:3.

### Sint-Truiden
Mmaee je tijekom ljeta 2018. prešao u belgijski klub Sint-Truiden. Debitirao je u  ligaškoj utakmici odigranoj 26. siječnja 2019. u kojoj je Cercle Brugge poražen 1:2.

### Ferencváros
Prešao je u Ferencváros 3. veljače 2021. Za Ferencváros je debitirao sedam dana kasnije u kupu protiv Doroga koji je eliminiran rezultatom 1:2. U ligi je ostvario debi 20. veljače kada je Ferencváros porazio Honvéd s minimalnih 1:0. Prvi klupski pogodak postigao je 22. rujna 2022. u ligaškoj utakmici protiv Kisvárde koja je završila 3:0. S Ferencvárosom je osvojio četiri prvenstva i jedan kup.

### Dinamo Zagreb
Mmaee se pridružio zagrebačkom Dinamu 17. srpnja 2024. Za Dinamo je debitirao 2. kolovoza u utakmici 1. kola HNL 2024./25. u kojoj je Dinamo savladao Istru 1961 5:0. Prvi klupski pogodak postigao je 7. veljače 2025. u ligaškoj utakmici protiv 
Šibenika koji je poražen 3:0.

### Qarabağ (posudba)
Posuđen je azerbajdžanskom Qarabağu 17. srpnja 2025.

## Reprezentativna karijera
Nastupao je za belgijske selekcije do 19 i 21 godinu. Za Maroko je debitirao 9. listopada 2020. u prijateljskoj utakmici protiv Senegala kojeg je Maroko dobio 3:1.

## Osobni život
Mmaeeova braća Ryan, Camil i Jack Mmaee također su nogometaši.

## Priznanja

### Klupska
Standard Liège
- Belgijski nogometni kup: 2015./16.

Ferencvàros
- Nemzeti Bajnokság I: 2020./21., 2021./22., 2022./23., 2023./24.
- Mađarski nogometni kup: 2021./22.

## Vanjske poveznice
- Profil, Transfermarkt